# Bürgerschaftswahl in Hamburg 1982 (Dezember)
- SPD: 64
- GAL: 8
- CDU: 48

- Regierung: 64
- Opposition: 56

Die Bürgerschaftswahl in Hamburg im Dezember 1982 fand am 19. Dezember 1982 statt. Dabei wurden die Abgeordneten für die 11. Wahlperiode der Bürgerschaft der Freien und Hansestadt Hamburg (Bürgerschaftswahl) gewählt. Es waren 120 Mandate zu vergeben.

## Politisches Umfeld
Bei der Bürgerschaftswahl am 6. Juni hatte die bis dahin allein regierende SPD unter dem Ersten Bürgermeister Klaus von Dohnanyi ihre absolute Mehrheit verloren und war hinter der CDU nur als zweitstärkste Kraft ins Parlament eingezogen. Die FDP hatte mit 4,9 Prozent der Stimmen den Einzug in die Bürgerschaft verfehlt, wohingegen die Grün-Alternative Liste, das Hamburger Pendant der Grünen, mit 7,7 Prozent der Stimmen erstmals den Sprung ins Parlament schaffte.
Die SPD hatte eine Koalition mit der GAL abgelehnt, auch scheiterten Verhandlungen über die Tolerierung einer Minderheitsregierung.
Ebenso war die SPD nicht bereit, als Juniorpartner der CDU in eine große Koalition einzutreten.
Auf Grund dieser unklaren Mehrheitsverhältnisse scheiterte die Bildung einer handlungsfähigen Regierung.
Infolgedessen beschloss die Bürgerschaft die Selbstauflösung und Neuwahlen.
Die CDU trat erneut mit Walther Leisler Kiep als Spitzenkandidat an, die SPD wiederum mit Klaus von Dohnanyi.
Der Wahlkampf wurde mitbeeinflusst durch die politischen Ereignisse auf Bundesebene: Am 1. Oktober 1982 wurde Bundeskanzler Helmut Schmidt (SPD) mittels eines von CDU/CSU und seinem bisherigen Koalitionspartner FDP eingebrachten Misstrauensvotums als Bundeskanzler abgelöst, Helmut Kohl wurde sein Nachfolger.
Dieser Regierungswechsel führte zu emotionalen Debatten in der Öffentlichkeit und löste in Hamburg eine Solidaritätswelle mit dem aus Hamburg stammenden und dort lebenden Schmidt aus, die sich auch für die Landes-SPD bei der Bürgerschaftswahl günstig auswirkte: Die SPD holte die absolute Mehrheit zurück und konnte wieder allein regieren.
Demgegenüber erlitten CDU und GAL Verluste. Die FDP verlor ebenfalls an Stimmen: Ihr blieb mit 2,6 Prozent der Stimmen die Rückkehr in die Bürgerschaft abermals verwehrt.

## Ergebnis Dezember 1982
Wahlbeteiligung: 84,0 % (+7,4 %)
| Partei | Stimmen   | In %    | Mandate |
| ------ | --------- | ------- | ------- |
| SPD    | 530.117   | 51,3 %  | 64      |
| CDU    | 398.518   | 38,6 %  | 48      |
| GAL    | 70.501    | 6,8 %   | 8       |
| FDP    | 26.485    | 2,6 %   |         |
| DKP    | 3.885     | 0,4 %   |         |
| HLA    | 2.804     | 0,3 %   |         |
| FSU    | 335       | <0,1 %  |         |
| EAP    | 168       | <0,1 %  |         |
| Gesamt | 1.032.813 | 100,0 % | 120     |

### Vergleich Dezember 1982/Juni 1982
| Partei | Stimmen   | +/-      | In %   | +/-    | Mandate | +/- |
| ------ | --------- | -------- | ------ | ------ | ------- | --- |
| SPD    | 530.117   | +131.856 | 51,3 % | +8,6 % | 64      | +9  |
| CDU    | 398.518   | −14.843  | 38,6 % | −4,6 % | 48      | −8  |
| GAL    | 70.501    | −2.903   | 6,8 %  | −0,9 % | 8       | −1  |
| FDP    | 26.485    | −19.879  | 2,6 %  | −2,3 % | 0       | 0   |
| andere | 6.192     | −7.283   | 0,7 %  | 0 %    | 0       | 0   |
| Gesamt | 1.032.813 | +85.391  | –      | –      | –       | –   |